# Winter Wonderland
Winter Wonderland är en julsång skriven 1934 av Felix Bernard och Richard B. Smith. Bland andra Dolly Parton, Kikki Danielsson och Christer Sjögren har spelat in sången .
På svenska finns en text som heter Vår vackra vita vintervärld, skriven av Peter Himmelstrand. Ordet "jul" nämns inte i den svenskspråkiga texten, men däremot anas "tomtar" smygande på tå. Ibland sjungs sången i kombination med Sleigh Ride (Jingeling Tingeling). 
Bob Rivers har gjort en parodi på sången, Walkin' 'Round in Women's Underwear.

## Förväxling
Sången skall inte förväxlas med sången Hej, mitt vinterland.

## Publikation
- Julens önskesångbok, 1997, under rubriken "Nyare julsånger"

### Fotnoter
1. ↑  Information i Svensk mediedatabas.